# Watertoren (Haamstede)
De watertoren in Haamstede, in de Nederlandse provincie Zeeland, is gebouwd in 1946.
De watertoren heeft een hoogte van 12 meter. Het reservoir is van het uitzichtplatform verwijderd.